# 세인트 패트릭스 애슬레틱 FC
세인트 패트릭스 애슬레틱 FC(아일랜드어: Cumann Peile Lúthchleas Phádraig Naofa)는 아일랜드의 축구 클럽으로 1929년에 더블린을 연고로 창단되었다. 현재는 리그 오브 아일랜드 프리미어 디비전에서 활동하고 있다. 클럽의 홈구장은 첫 시즌에는 피닉스 파크를 홈구장으로 사용했으나 1930년부터 리치먼드 파크로 옮겼다. 세인트 패트릭스 애슬레틱은 현재까지 리그 8회 우승을 하였고, 컵 대회는 4회 우승하였다.

## 역대 우승기록
- 리그 오브 아일랜드 프리미어 디비전

우승 (8): 1951-52, 1954-55, 1955-56, 1989-90, 1995-96, 1997-98, 1998-99, 2013
- FAI 컵

우승 (5): 1959, 1961, 2014, 2021, 2023
- FAI 리그컵

우승 (4): 2001, 2003, 2015, 2016

## 유럽 대회성적
| 시즌      | 대회                | 라운드    | 국가       | 클럽                 | 점수     |
| --------- | ------------------- | --------- | ---------- | -------------------- | -------- |
| 1961-62   | UEFA 컵위너스컵     | 예선전    | 스코틀랜드 | 던펌린 애슬레틱      | 1-4, 0-4 |
| 1967-68   | 인터시티스 페어스컵 | 1회전     | 프랑스     | 지롱댕 보르도        | 1-3, 3-6 |
| 1988-89   | UEFA컵              | 1회전     | 스코틀랜드 | 허트 오브 미들로디언 | 0-2, 0-2 |
| 1990-91   | 유러피언컵          | 1회전     | 루마니아   | 디나모 부쿠레슈티    | 0-4, 1-1 |
| 1996-97   | UEFA컵              | 예선1회전 | 슬로바키아 | 슬로반 브라티슬라바  | 3-4, 0-1 |
| 1998-99   | UEFA 챔피언스리그   | 예선1회전 | 스코틀랜드 | 셀틱                 | 0-0, 0-2 |
| 1999-2000 | UEFA 챔피언스리그   | 예선1회전 | 몰도바     | 짐브루 키시너우      | 0-5, 0-5 |
| 2002-03   | UEFA 인터토토컵     | 1회전     | 크로아티아 | NK 리예카            | 2-3, 1-0 |
|           |                     | 2회전     | 벨기에     | KAA 겐트             | 0-2, 3-1 |
| 2007-08   | UEFA컵              | 예선1회전 | 덴마크     | 오덴세 BK            | 0-0, 0-5 |
| 2008-09   | UEFA컵              | 예선1회전 | 라트비아   | JFK 올림프스 리가    | 1-0, 2-0 |
|           |                     | 예선2회전 | 스웨덴     | IF 엘프스보리        | 2-2, 2-1 |
|           |                     | 1회전     | 독일       | 헤르타 BSC 베를린    | 0-2, 0-0 |
| 2009-10   | UEFA 유로파리그     | 예선1회전 |            |                      |          |

* 굵은 글씨가 홈경기

## 선수 명단

### 현역
- 메이슨 멜리아(2023 ~ )
- 조 레드몬드(2022 ~ )
- 크리스 포레스터(2012 ~ 2015, 2019 ~ )